# Stern Albert
Lengyeltótiban (Somogy m.) rabbi, később kerületi-főrabbi volt. Tartotta az istentiszteleteket, megállapította a rendkívüli istentiszteletek rendjét, szónokolt. Ellenőrizte a rituális intézményeket, esketett, anyakönyvet vezetett. 1850-1881-ig töltötte be e posztot. Az izraelita oktatást ő irányította, és már 1852-ben[1] vallási tankönyvet írt a lengyeltóti zsidó iskola számára. 1869-ben a Magyarországi I. Izraelita Egyetemes Kongresszus után őt választották meg főrabbinak. A modernizációt szem előtt tartó, széleskörűen művelt, kitűnő kapcsolatteremtő képességű ember volt. Az asszimiláció, a polgárosodás mellett voksolt és a helyi társadalmi élet tevékeny tagjaként dolgozott. Nagy tudása révén eredményesen vezette a közösség polgári igényeknek megfelelő átalakítását. Vallási területen pedig vállalta az új szellemi irányzatok átalakító hatását és tudatosan törekedett a hitközség arculatának megújítására. 1881-ben megszervezte Lengyeltóti első nőegyletét, átformálta a Chevra Kadisát (Szent Egylet).1869-ben a korai névmagyarosítás mellett döntött és családjával a Szterényi vezetéknevet vette fel. Gyermekeit is előkészítette a változásokra, fiait a polgárosodás és asszimiláció szellemében nevelte, ez későbbi életútjukban megmutatkozott. Erről tanúskodik a tudományos és társadalmi életben elért kiemelkedő posztjuk, ahol zsidó magyarként bizonyították rátermettségüket. A főrabbi 1881-ig tanított és vezette közösségét Lengyeltótiban, ekkor családjával együtt Újpestre költözött a családjával, ahol szintén főrabbiként szolgált.
[1][1] Gőzsy Zoltán: A zsidóság Somogy megyei megtelepedésétől  1815-ig = Újrakezdések. Zsidósors  Somogy megyében a XVIII. századtól napjainkig. Kaposvár, 2005. pp.68. 
Ábrahám Vera: A lengyeltóti zsidó temető szöveg- és motívumkincsének analízise. Szeged, 2008. ORZSE Vallástudományi Kutatócsoport MTA projektje. .